# Sidney Cipriano
Sidney Cipriano (São Paulo, 24 de outubro de 1964 — Sorocaba, 1 de fevereiro de 2011), também conhecido a partir de 2006 como Sidney Sinay, foi um cantor brasileiro que integrou os vocais do grupo Fat Family de 1996 até 2006.

## Biografia
A data exata do nascimento de Sidney é incerta. As fontes apontam 23 ou 24 de outubro de 1964 ou 1965. Cipriano nasceu no bairro de Vila Prudente, em São Paulo, filho de Célio Cipriano e Nelita de Oliveira Cipriano e irmão dos cantores Deise, Celinho, Celinha, Suzete e Kátia. Aos treze anos, mudou-se da capital para Sorocaba com sua família após seu pai ser transferido. Antes de se tornar conhecido, trabalhou como afiador ferramenteiro.

## Carreira

### Fat Family
Sidney apareceu nos meios de comunicação em 1998, ao lado dos irmãos, no grupo Fat Family, que se destacava pelo estilo musical e tom de voz de seus integrantes. A banda fez vários sucessos, principalmente no fim da década de 90 e início dos anos 2000 vendendo milhões de discos.
Participou dos quatro primeiros discos de sua banda de origem, que foram gravados e/ou lançados entre 1998 e 2003. Nesta época, ainda ao lado dos irmãos, se apresentava como Sidney Cipriano. 
O grupo estourou com as músicas Jeito Sexy (versão de "Shy Guy" de Diana King), Onde Foi Que Eu Errei?, que foi tema da novela Torre de Babel em 1998, e Gulosa, tema de abertura de Andando Nas Nuvens no ano seguinte. Após seu sucesso estrondoso, passaram em diversos programas de auditórios na televisão da época: o Planeta Xuxa e o Domingão do Faustão (ambos da Rede Globo); o Domingo Legal (do SBT); o H (da Bandeirantes). Em 1999, foi lançado o segundo CD, intitulado "Fat Festa". Os sucessos deste álbum ficaram por conta das canções "Eu Não Vou, "Madrugada", "Fat Family" (versão de We Are Family, composta por Nile Rodgers para o grupo Sister Sledge) e a regravação a capela de Oh Happy Day. No fim do mesmo ano, Sidney juntamente com seus irmãos e irmãs estrearam nas telonas de cinema, com uma participação no filme Xuxa Requebra. No filme, o grupo eles interpretaram os "Fat Capanagas". Participando também da trilha sonora do filme, com a canção "Chegou a Festa". Em 2001, foi lançado o terceiro álbum intitulado "Pra Onde For, Me Leve". A regravação da faixa "Fim de Tarde", que foi o grande sucesso da cantora Cláudia Telles, também obteve êxito nas rádios. Outros singles foram "Pra Onde For, Me Leve", "Sem Parar", "Noite de Setembro" (versão de September de Earth, Wind & Fire) e "Pudera" (gravado por Tim Maia). Este foi o último trabalho do grupo pela gravadora EMI. O grupo participava com frequência dos programas Eliana, Programa Raul Gil, Planeta Xuxa e Hebe. Diferentemente de outros álbuns, não chegou ter tanta repercussão e o grupo começou aos poucos desaparecer na mídia.

### Carreira gospel
Em 2003, o grupo lançou o quarto CD, intitulado Fat Family (pela nova gravadora Sum Records) com grande variedade de estilos, entre eles o MPB e o Gospel. O álbum inteiro foi feito de regravações de grandes sucessos nacionais e internacionais: "Lilás" (Djavan), "Amor de Índio" (Milton Nascimento), "Força Estranha" (Caetano Veloso); do gospel foram: "Joyful", "Joyful' (gravada originalmente para o filme Mudança de Hábito 2), "Poor Pilgrim of Sorrow", "O Homem de Nazareth" e "Deus é o Amor' que recebeu também versão remixada no mesmo álbum. 
Em 2005, o Fat Family passou a se dedicar ao movimento gospel. Um ano mais tarde, Sidney tentou seguir carreira política e se candidatou ao cargo de Deputado Federal, mas não conseguiu ser eleito. Sidney se desligou do grupo em 2006 – assim como a irmã Celinha – e partiu para a carreira solo, também no meio gospel e passou a se apresentar com o nome artístico de Sidney Sinay.
Em 2007 lançou seu primeiro e único disco solo, intitulado Sidney Sinay: Um Novo Homem. O disco, que possui 13 faixas, tem como destaque as canções: Pra Adorar, Deus da Provisão, Cristo Vive, Sonda-me e Coração de Adorador.

### Morte
De acordo com Sonia Cipriano, irmã do artista e empresária do Fat Family, Sidney era hipertenso e diabético. E em 5 de janeiro de 2011 foi socorrido em sua residência, em Sorocaba, após um AVC. Sidney morreu em 1 de fevereiro de 2011, no Hospital Regional de Sorocaba, aos 46 anos. Ele estava internado desde o dia 7 de janeiro, quando fora vítima de um acidente vascular cerebral. A causa da morte foi uma parada cardíaca. Foi sepultado no Cemitério da Consolação, em Sorocaba. Sidney Cipriano era casado há 16 anos com Márcia e deixou duas filhas, Daniele e Danila.   

## Discografia
Com a Fat Family, Sidney lançou sete álbuns, e um único disco solo. Os discos estão listados a seguir:
| - Fat Family (1998) - Fat Festa (1999) - Pra Onde For, Me Leve (2001) - Para Sempre (2001) - Identidade (2002) - Fat Family (2003) - Retratos (2004) | - Um Novo Homem (2007) |

## Filmografia

### Cinema
| Ano  | Título        | Papel / Personagem | Nota  | Ref.   |
| ---- | ------------- | ------------------ | ----- | ------ |
| 1999 | Xuxa Requebra | Fat Capangas       | Filme | [ 13 ] |